# Моисеевщинский сельсовет
Моисеевщинский сельсовет — административная единица на территории Борисовского района Минской области Белоруссии. Административный центр — агрогородок Моисеевщина.

## История
18 декабря 2009 года в состав Моисеевщинского сельсовета включены населённые пункты упразднённого Бродовского сельсовета - Павловцы, Соколы, Старое Янчино.
28 июня 2013 года в состав сельсовета вошли 20 населённых пунктов упразднённого Трояновского сельсовета.

## Состав
Моисеевщинский сельсовет включает 47 населённых пунктов:
1. Барань — деревня
2. Барсуки — деревня
3. Боровуха — деревня
4. Высокий Берег — деревня
5. Высочаны — деревня
6. Дуброва — деревня
7. Жортай — деревня
8. Жортайка — деревня
9. Заготец — деревня
10. Запрудье — деревня
11. Иванковщина — деревня
12. Копачевка — деревня
13. Коршевица — деревня
14. Клетное — деревня
15. Клетное — посёлок
16. Кравцова Нива — деревня
17. Курган — деревня
18. Лютец — деревня
19. Максимовка — деревня
20. Маячное — деревня
21. Михеевка — деревня
22. Моисеевщина — агрогородок
23. Мостище — деревня
24. Новая Утеха — деревня
25. Новосёлы[4] — деревня
26. Обёз[5] — деревня
27. Обча — деревня
28. Осово — деревня
29. Павловцы — деревня
30. Палик — деревня
31. Погорелое — деревня
32. Пруды — деревня
33. Разрывка — деревня
34. Ржавка — деревня
35. Рубеж — деревня
36. Селец — деревня
37. Селище — деревня
38. Соколы — деревня
39. Старина — деревня
40. Старое Янчино — деревня
41. Стотковщина — деревня
42. Стотсберг — деревня
43. Трояновка — деревня
44. Утеха — деревня
45. Фроловка — деревня
46. Хоново — деревня
47. Хрост — деревня